# Ministerium für zivile Angelegenheiten

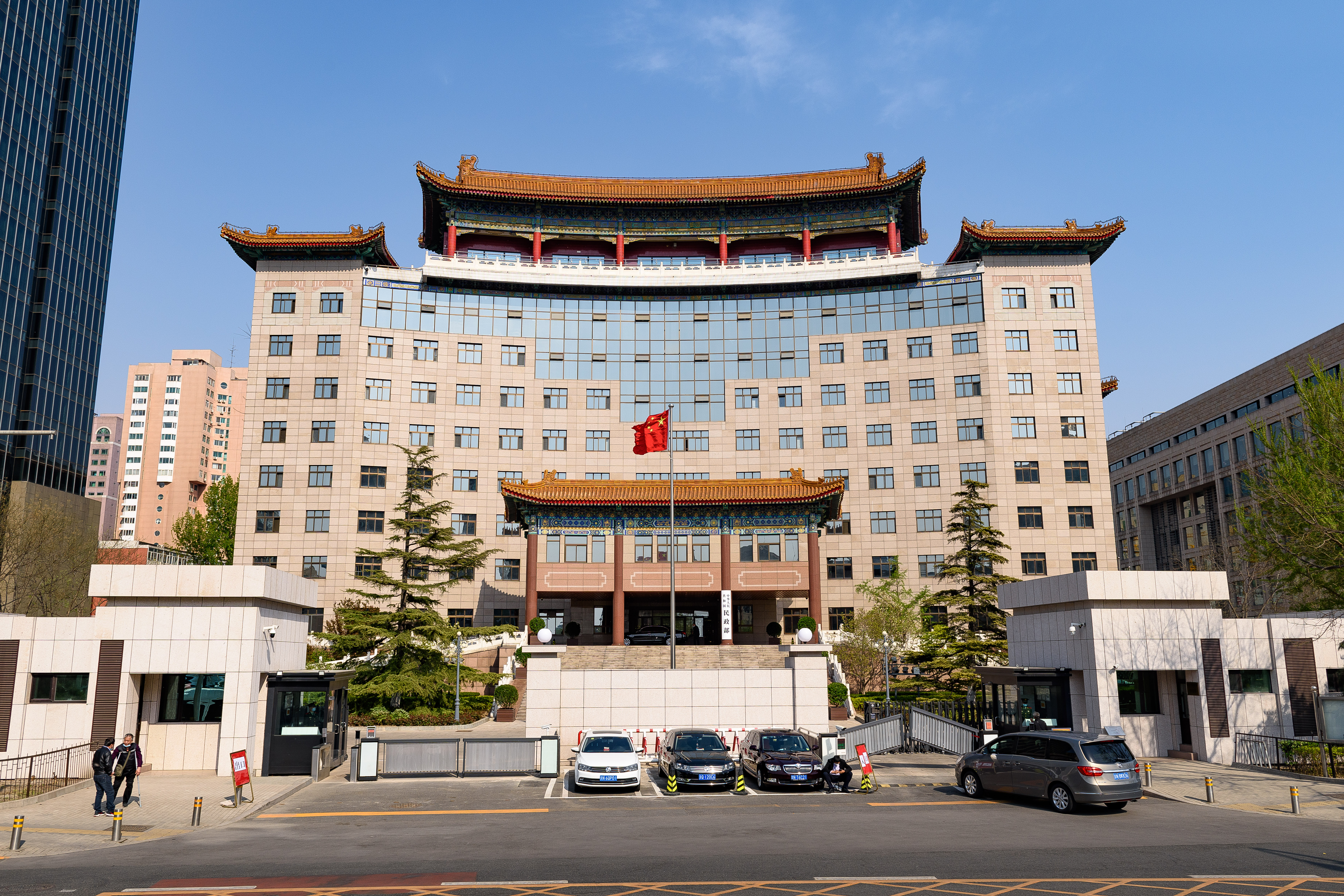
Ministerium für zivile Angelegenheiten

Das Ministerium für Zivile Angelegenheiten (chinesisch 民政部, Pinyin Mínzhèngbù), auch bekannt als MCA (englisch: Ministry of Civil Affairs), ist ein Ministerium des chinesischen Staatsrats. Das Ministerium wurde im Mai 1978 gegründet.

## Liste der Minister
- Xie Juezai
- Qian Ying
- Cheng Zihua
- Cui Naifu
- 1993–2003 Doje Cering
- 2003–2010 Li Xueju
- 2010–2016 Li Liguo
- 2016–2018 Huang Shuxian
- 2018–2022 Li Jiheng
- 2022–2023 Tang Dengjie[2][3]
- seit Ende Dezember 2023 Lu Zhiyuan[4]